# E!
E! (иницијализам за Entertainment Television) — амерички претплатнички телевизијски канал, који се првенствено усредсређује на поп културу, ријалити-програме о познатим личностима и филмове, чији је власник NBCUniversal.
Од јануара 2016. E! доступан је за 92,4 милиона домаћинстава у САД.

## Програми
- Кајлин живот
- Кортни и Ким освајају Мајами
- Кортни и Ким освајају Њујорк
- Неуспеле операције
- Осветничко тело с Клои Кардашијан
- Холивудски медијум с Тајлером Хенријем
- У корак са Кардашијанима